# Regionalizacija
Regionalizacija je sklonost ili proces formiranja regija.
Regionalizacija se može promatrati u različitim disciplinama:
- U geografiji označava proces prikazivanja Zemlje raspodijeljene na regije.
- U globalizacijskom diskursu predstavlja svijet koji postaje sve manje međusobno povezan sa snažnim regionalnim fokusom.
- U politici označava proces razdiobe političkog entiteta ili države na manje jurisdikcije (administrativne podjele ili subnacionalne jedinice) i prijenos vlasti sa središnje vlasti na regije; suprotan pojam unitarizaciji. Vidi regionalizam (politika).
- U sportu označava pojam kada sportska ekipa ima više "domaćih" gradova u kojima se igra utakmica. Primjeri regionalnih timova uključuju nekoliko ekipa u bivšem Američkom bejzbolskom udruženju ili momčad Green Bay Packers koja igra u Green Bayju i Milwaukeeu.

## Više informacija
- Regionalizam (razdvojba)